# Művészeti lexikon
A művészeti lexikon olyan szaklexikon, amely képzőművészeti, építészeti és művészettörténeti fogalmakat, művészek és művészettörténészek munkásságát, országok, régiók, stílustörténeti korok jellemzőit dolgozza fel enciklopédikus igénnyel, betűrendes sorrendben. Határozottan elkülönül a művészlexikonok típusától. 
Az első magyar Művészeti lexikont Éber László szerkesztette. A kétkötetes mű először 1926-ban jelent meg, 1935-ben pedig bővített és javított kiadása látott napvilágot Győző Andornál,  Építészet, szobrászat, festészet, iparművészet alcímmel.  
A második Művészeti lexikon 1965 és 1968 között 4 kötetben jelent meg az Akadémiai Kiadónál. Az akkori művészettörténet tudományos eredményeit felhasználva máig használható kézikönyv. Zádor Anna és Genthon István szerkesztette. Idővel több utánnyomását is közreadták. 